# 205 (číslo)
Dvě stě pět je přirozené číslo, které následuje po čísle dvě stě čtyři a předchází číslu dvě stě šest. Římskými číslicemi se zapisuje CCV a řeckými číslicemi σε.

## Matematika
205 je:
- Poloprvočíslo
- Deficientní číslo
- Nešťastné číslo
- Příznivé číslo

## Chemie
- 205 je nukleonové číslo běžnějšího z obou přírodních izotopů thallia a také nejstabilnějšího radioizotopu olova[1]

## Astronomie
- (205) Martha je planetka hlavního pásu, kterou objevil v roce 1879 Johann Palisa

## Doprava
- Silnice II/205 je česká silnice II. třídy vedoucí na trase Nová Hospoda – Loza – Manětín – Stvolny – Žlutice – silnice I/6[2]

## Roky
- 205
- 205 př. n. l.